# Гомосфера

Шари Атмосфери. (not to scale)

Гомосфера (від грец. όμός — однаковий та σφαῖρα — куля) — шар атмосфери  планети, де зберігається постійний відносний вміст основних газових компонентів.
В атмосфері має відбуватися гравітаційний поділ газу, тобто кількість молекул важких газів має зменшуватись швидше, ніж легких при збільшенні висоти. Тому на значній висоті повинні переважати легкі гази. Але виявилось, що в атмосфері Землі до висоти 90-100 км відсутня дифузна рівновага газів. Відбувається інтенсивне перемішування повітря і тому до цієї висоти зберігається постійний відсотковий вміст основних газів атмосфери.
Основні компоненти гомосфери містяться практично у незмінних співвідношеннях (коливання становлять 0,004%) і на висотах до 60 км від земної поверхні існують у вигляді нейтральних молекул. Починаючи з висоти 60 км, зростає концентрація електронів та іонів.
Вище гомосфери розташована гетеросфера, у якій відносний склад повітря змінюється з висотою. Ці шари атмосфери умовно розділяють гомопаузою.